# Gromow-Nunatakker
Die Gromow-Nunatakker (russisch Нунатакі Гро́мова Nunataki Gromowa) sind eine Gruppe von Nunatakkern im ostantarktischen Enderbyland. Sie ragen 11 km ostsüdöstlich des Mount Henry in den Scott Mountains auf.
Teilnehmer einer von 1961 bis 1962 dauernden sowjetischen Antarktisexpedition benannten die Gruppe nach dem sowjetischen Piloten Michail Michailowitsch Gromow (1899–1985).